# 東広島市立下黒瀬小学校
東広島市立下黒瀬小学校（ひがしひろしましりつ しもぐろせしょうがっこう）は、広島県東広島市黒瀬町津江にある市立小学校である。

## 概要
東広島市の南西部に位置している。校舎西側には田園風景が広がっている。また校舎東側には住宅地が広がっており児童数は維持されている。

## 沿革
- 1872年- 逐倫館と称し学校ができる。
- 1881年- 津江小学校と改称。
- 1881年- 御堂小学教場と改称。
- 1887年- 津江簡易小学校と改称。
- 1891年- 津江尋常小学校と改称。
- 1914年- 下黒瀬尋常小学校と改称。
- 1941年- 下黒瀬国民学校と改称。
- 1947年- 下黒瀬村立下黒瀬小学校と改称。
- 1954年- 村の新設合併に伴い黒瀬町立下黒瀬小学校と改称。
- 1969年- 運動場の工事を開始。
- 1970年- 校舎が現在の場所に移転(第1・第2校舎が完成)。
- 1979年- 第3校舎が完成。
- 1982年- 第4校舎が完成。
- 1991年- プールが完成。
- 1994年- 屋内運動場が完成。
- 2001年- 給食調理場が完成。
- 2004年- パソコン教室(スタディルーム)を整備。
- 2005年- 町の編入合併に伴い東広島市立下黒瀬小学校と改称。
- 2008年- 給食センター化を開始。

## 主な学校行事
- 4月 - 入学式
- 5月 - 運動会
- 8月 - 平和学習
- 11月 - 発表会
- 3月 - 卒業式

## 通学区域
- 東広島市
  - 黒瀬切田が丘1丁目-3丁目
  - 黒瀬桜が丘1丁目
  - 黒瀬春日野1丁目、2丁目
  - 黒瀬町津江
  - 黒瀬町兼沢
  - 黒瀬町切田の一部
  - 黒瀬町兼広の一部

## 進学先中学校
- 東広島市立黒瀬中学校

## 周辺
- 小田山